# 黃進平
黃進平為中國清朝武官官員，本籍廣東。黃進平於1855年（咸豐5年）奉旨接替韓嘉謨，於台灣地區擔任澎湖水師協副將。而隸屬台灣鎮之下的此官職職等為正二品，是台灣清治時期的這階段，扼守台灣海峽的重要武將，並統帥兩標水營，數千名水師兵勇。
| 前任： 韓嘉謨 | 澎湖水師協副將 1855年上任 | 繼任： 許揚州 |